# Dorgon
Dorgon, född 17 november 1612 i Yenden, död 31 december 1650 i Kharahotun, var en manchuisk furste och prinsregent för Shunzhi-kejsaren under den tidiga Qingdynastin 1643-1650.
Han föddes i huset Aisin Gioro som Nurhacis fjortonde son. Han ledde erövringen av det egentliga Kina 1644 och styrde Kina i egenskap av prinsregent fram till sin död under en jaktutflykt till nuvarande Chengde.
Det var Dorgon som utfärdade det ökända ediktet 1645 som tvingade alla hankineser att raka av håret på pannan och bära hårpiska i nacken.